# Limit (Film)
Limit (Originaltitel: Limite) ist ein Film des brasilianischen Autors und Regisseurs Mário Peixoto (1908–1992). Der Film wurde 1930 gedreht und kam 1931 erstmals in die Kinos.
Limit gilt unter Cineasten als Kultfilm und wird nicht selten als bester brasilianischer Film bezeichnet. Der 114-minütige Stumm- bzw. Experimentalfilm des Autors und Dichters Peixoto, der keinen weiteren Film vollendete, wurde von vielen anderen Filmregisseuren bewundert, unter anderem von Sergei Eisenstein, Georges Sadoul oder Walter Salles. Orson Welles sah den Film in den 1940er Jahren bei Dreharbeiten in Brasilien, für Maria Falconetti wurde eine Spezialvorführung arrangiert und David Bowie bezeichnete Limit als seinen Lieblingsfilm. 2015 wurde Limite zum besten Film der Abraccine Top 100 Brazilian films-Liste gewählt.

## Handlung
1929 hielt sich Peixoto zu Studienzwecken in England auf. Seinen Sommerurlaub verbrachte er in Paris, wo er eine Fotografie von André Kertész sah: Das Bild von zwei männlichen Händen, die mit Handschellen um den Hals einer in die Kamera blickenden Frau gefesselt sind, wurde zur Inspiration für Limit, in dem ein Mann und zwei Frauen in einem Ruderboot verloren im Wasser treiben. In Rückblenden zeigt sich nach und nach die Vergangenheit der drei Hauptdarsteller: Eine der beiden Frauen ist aus dem Gefängnis ausgebrochen; die zweite ist einer erdrückenden und unglücklichen Ehe entflohen; der Mann ist in eine weitere verheiratete Frau verliebt. Die ungewöhnliche Struktur hat dazu geführt, dass Limit filmhistorisch lediglich am Rande wahrgenommen wurde, wo er vor allem als provokanter und legendärer Kultfilm bekannt ist.

## Produktion
Peixoto wollte die männliche Hauptrolle selbst spielen und schlug den Film den brasilianischen Regisseuren Humberto Mauro und Adhemar Gonzaga vor, die beide meinten, Peixotos Handlungsablauf sei zu persönlich, um die Regie jemand anderem zu überlassen. Peixoto beschloss, den Film selbst zu drehen und finanzierte die Produktion aus Familienmitteln. Er drehte 1930 an der Küste von Mangaratiba, einem Dorf etwa 50 Meilen von Rio de Janeiro entfernt, wo sein Cousin eine Farm besaß. Stilistisch orientiert sich Limit an einer Reihe großer Regisseure der 1920er Jahre: In seinem Artikel über den Film verweist der Kritiker Fábio Andrade auf den Einfluss von D. W. Griffith, die sowjetische Montage, die deutschen expressionistischen Werke von F. W. Murnau und Robert Wiene, die französischen surrealistischen Kurzfilme von Germaine Dulac und Man Ray, Robert J. Flaherty, Carl Theodor Dreyer und vor allem Jean Epstein, die alle in der Filmkunst des in Deutschland geborenen Edgar Brasil sichtbar sind. Eine Szene spielt bei einer Vorführung des Films Der Abenteurer von Charlie Chaplin, was auf einen weiteren wichtigen Einfluss auf Peixotos Film hinweist.

## Rezeption
Limit wurde zwischen Mai 1931 und Januar 1932 dreimal in Rio de Janeiro öffentlich vorgeführt, war kommerziell allerdings wenig erfolgreich und wurde von der Kritik kaum beachtet. Sein Ruf baute sich langsam auf: Vinicius de Moraes, der später ein bekannter brasilianischer Dichter und Lyriker wurde, zeigte den Film Orson Welles, als dieser 1942 Brasilien besuchte, um Teile von It's All True zu drehen. Weitere Vorführungen fanden in den 1940er und frühen 1950er Jahren in privaten Filmgesellschaften statt, zusammen mit Werken von Sergei Eisenstein und Wsewolod Pudowkin.
Peixoto starb 1992 im Alter von 83 Jahren und hinterließ ein umfangreiches literarisches Werk, mehrere nicht produzierte Drehbücher und Szenarien sowie ein Fragment eines geplanten zweiten Spielfilms (Onde a terra acaba), der nie fertiggestellt wurde und größtenteils bei einem Brand verloren gegangen war. Peixoto setzte sich jedoch Zeit seines Lebens für Limit ein. Im Jahr 1965 veröffentlichte er einen Artikel über seinen Film, der angeblich von Eisenstein verfasst worden war und in dem sein "leuchtender Schmerz, der sich als Rhythmus entfaltet, koordiniert zu Bildern von seltener Präzision und Genialität" gelobt wurde. Über die Herkunft des Artikels, für den es keine Primärquellen gab, äußerte sich Peixoto nur vage. Er behauptete zunächst, er sei im britischen Magazin Tatler und dann in einer nicht näher bezeichneten deutschen Zeitschrift erschienen, und gab später schließlich zu, dass er den Text selbst geschrieben habe.

## Filmrestaurierung
1959 war die einzige Filmkopie von Limit aufgrund schlechter Lagerungsbedingungen so stark beschädigt, dass sie nicht mehr vorgeführt werden konnte – eine Situation, die dazu beitrug, dass der Film in der brasilianischen Filmgeschichte fast einen mythischen Status hat. Sie wurde in der Faculdade Nacional de Filosofia (FNF) aufbewahrt, bis sie 1966 von der Polizei der Militärdiktatur zusammen mit Werken von Eisenstein, Pudowkin und anderen sowjetischen Regisseuren beschlagnahmt wurde. Dem ehemaligen FNF-Studenten Pereira de Mello gelang es später im selben Jahr, die Filmkopie wiederzubeschaffen; der Restaurierungsprozess begann mit fotografischen Reproduktionen jedes einzelnen Bildes, die die Grundlage für die jüngste Fassung bilden, die mit Unterstützung des Mário Peixoto-Archivs und der Cinemateca Brasileira erstellt wurde und am 17. November 2010 in New York ihre amerikanische Erstaufführung erlebte, obwohl eine entscheidende Szene fehlt. 2017 veröffentlichte die Criterion Collection Limite auf DVD und Blu-Ray als eine von Martin Scorseses Auswahlen für ihr World Cinema Project.